# پمپئی (فیلم)
پمپئی (انگلیسی: Pompeii) فیلمی در ژانر اکشن به کارگردانی پل دبلیو.اس. اندرسون است که در سال ۲۰۱۴ منتشر شد. از بازیگران آن می‌توان به کیت هارینگتون، امیلی براونینگ، کیفر ساترلند، جرید هاریس، جسیکا لوکاس، آدواله آکینویه آگباجه، کری-ان ماس اشاره کرد.

## خلاصه داستان
پسری که در کودکی کل خانواده اش توسط افراد دولتی کشته شده اند توسط عده ای به بردگی گرفته می‌شود و تا سالیان سال به عنوان گلادیاتور در میدان های نبرد به مبارزه می پردازد تا اینکه در یکی از سفرها به شهری به نام پمپی می‌رسند و …